# フレッド・フェルプス

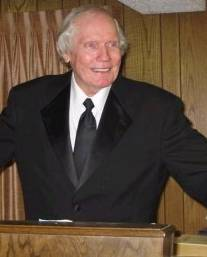
フレッド・フェルプス

フレッド・フェルプス（Fred Phelps, 1929年11月13日 - 2014年3月19日）は、アメリカ合衆国の宗教家。アナキスト。ウエストボロ・バプティスト教会の牧師。
ミシシッピ州出身。17才で南部バプテスト連盟の牧師に叙階されボブ・ジョーンズ・カレッジを卒業後に説教師となった。その後弁護士資格を取得してカンザス州で事務所を開業、公民権絡みの裁判を多く請け負うものの法廷記者を侮辱したため資格を剥奪され、それからウエストボロ・バプティスト教会を創設した。神の名を唱えての同性愛者に対する侮辱や葬儀ピケが最も有名だが、さらにはアメリカ軍やアメリカ合衆国そのものも攻撃し、戦死した軍人の葬儀のピケを行ったり、大事故やテロの犠牲者の葬儀をも攻撃したことから、左右の立場にわたる多くの者を敵にまわした。
2014年3月19日に84歳で死亡した。